# فيكتور ايشاييف
فيكتور ايشاييف (الروسية: Виктор Иванович Ишаев) (و. 1948 – م) هو سياسي، وعالم اقتصاد من روسيا، الاتحاد السوفيتي . ولد في كيميروفو أوبلاست . تولى منصب عضو مجلس اتحاد روسيا .
وهو عضو في روسيا المتحدة، والحزب الشيوعي السوفيتي .